# Thomas Jefferson Byrd
Thomas Jefferson Byrd (Griffin, 25 giugno 1950 – Atlanta, 3 ottobre 2020) è stato un attore statunitense.

## Biografia

### Carriera
Dopo aver recitato prevalentemente in teatro, iniziò a recitare al cinema a 40 anni inoltrati, esordendo sul grande schermo nel 1995 con il film Clockers, diretto da Spike Lee. Fino a quel momento Byrd esercitava la professione di insegnante di educazione fisica, che abbandonò subito dopo aver iniziato a recitare nel cinema e in televisione.
L'interpretazione dello spacciatore Errol Barnes piacque molto a Spike Lee, che decise di portarsi Byrd sul set in molti altri suoi film rendendolo uno dei suoi attori feticci. Di fatto Byrd apparve nei film Girl 6 - Sesso in linea, Bus in viaggio, He Got Game, Bamboozled, Red Hook Summer, Il sangue di Cristo e Chi-Raq, ed ebbe anche un ruolo ricorrente in She's Gotta Have It, serie televisiva targata Netflix scritta e diretta da Lee, tratta da uno dei suoi primi film, Lola Darling.
Inoltre recitò anche in pellicole non dirette dall'amico Spike Lee, come Ray, Brooklyn's Finest, Bulworth - Il senatore e Set It Off - Farsi notare.

### Morte
La mattina del 3 ottobre 2020 fu colpito mortalmente da numerosi colpi di pistola alla schiena ad Atlanta.
A rendere per primo pubblica la notizia della sua morte attraverso i social è stato proprio l'amico Spike Lee, a rendergli omaggio sempre attraverso i social vi sono stati diversi attori tra cui Michael Imperioli, Lori Petty, Rick Gonzalez, Ava DuVernay, Fat Joe e Anthony Ramos.
Nell'ottobre 2020 un uomo è stato arrestato con l'accusa di omicidio nei confronti di Thomas Jefferson Byrd.

## Filmografia parziale

### Cinema
- Clockers, regia di Spike Lee (1995)
- Girl 6 - Sesso in linea (Girl 6), regia di Spike Lee (1996)
- Bus in viaggio (Get on the Bus), regia di Spike Lee (1996)
- Set It Off - Farsi notare (Set it Off), regia di F. Gary Gray (1996)
- He Got Game, regia di Spike Lee (1998)
- Bulworth - Il senatore (Bulworth), regia di Warren Beatty (1998)
- Bamboozled, regia di Spike Lee (2000)
- Ray, regia di Taylor Hackford (2004)
- Brooklyn's Finest, regia di Antoine Fuqua (2009)
- Red Hook Summer, regia di Spike Lee (2012)
- Il sangue di Cristo (Da Sweet Blood of Jesus), regia di Spike Lee (2014)
- Chi-Raq, regia di Spike Lee (2015)

### Televisione
- L'ispettore Tibbs (1992)
- Io volerò via (I'll Fly Away) – serie TV, (1993)
- Living Single – serie TV, (1997)
- Law & Order: Criminal Intent – serie TV, un episodio (2004)
- She's Gotta Have It – serie TV, 10 episodi (2017-2019)

## Doppiatori italiani
Nelle versioni in italiano delle opere in cui ha recitato, Thomas Jefferson Byrd è stato doppiato da:
- Giorgio Locuratolo in He Got Game, She's Gotta Have It
- Massimo Corvo in Clockers
- Nino Prester in Bus in viaggio
- Rodolfo Bianchi in Bamboozled
- Stefano De Sando in Set It Off - farsi notare
- Antonio Palumbo in Ray
- Riccardo Lombardo in Law & Order: Criminal Intent